# Madhavnagar
Madhavnagar è una suddivisione dell'India, classificata come census town, di 10.993 abitanti, situata nel distretto di Sangli, nello stato federato del Maharashtra. In base al numero di abitanti la città rientra nella classe IV (da 10.000 a 19.999 persone).

## Geografia fisica
La città è situata a 16° 53' 30 N e 74° 35' 49 E.

## Società

### Evoluzione demografica
Al censimento del 2001 la popolazione di Madhavnagar assommava a 10.993 persone, delle quali 5.657 maschi e 5.336 femmine. I bambini di età inferiore o uguale ai sei anni assommavano a 1.293, dei quali 690 maschi e 603 femmine. Infine, coloro che erano in grado di saper almeno leggere e scrivere erano 8.134, dei quali 4.545 maschi e 3.589 femmine.